# تومویوشی ایکیا
تومویوشی ایکیا (انگلیسی: Tomoyoshi Ikeya؛ زادهٔ ۱۷ ژوئن ۱۹۶۲) بازیکن فوتبال اهل ژاپن است.
از باشگاه‌هایی که در آن بازی کرده‌است می‌توان به باشگاه فوتبال کاشیوا ریسول اشاره کرد.